# HD 74156 c
HD 74156 c是一顆質量至少是木星8倍的太陽系外行星，位於長蛇座，可能是氣體巨行星。該行星是由多米尼克·納伊夫和傑佛瑞·馬西等人在2001年發現該系統第一顆行星 HD 74156 b 後發現的。